# Cromok
Cromok – zespół z Malezji grający thrash metal.

## Dyskografia

### Albumy studyjne
| Rok wydania | Tytuł                                      | Wytwórnia      |
| 1991        | Image of Purity                            | EMI (Malaysia) |
| 1993        | Forever In Time                            | EMI (Malaysia) |
| 1996        | Yours Truly                                | EMI (Malaysia) |
| 1999        | Mean, Meaner, Meanest                      | EMI (Malaysia) |
| 2000        | Image of Purity (Remastered & Re-released) | EMI (Malaysia) |
| 2000        | What's Left?                               | EMI (Malaysia) |
| 2002        | Deafening Silence                          | EMI (Malaysia) |
| 2004        | Untitled                                   | EMI (Malaysia) |

### Inne albumy
- Image Of Purity & Live Full-length, 1992
- Engraved In Eternity Best of/Compilation, 2003
- Untitled + Raw, 2005